# Маунтин Лејкс (Њу Хемпшир)
Маунтин Лејкс (енгл. Mountain Lakes) насељено је место без административног статуса у америчкој савезној држави Њу Хемпшир.

## Демографија
По попису из 2010. године број становника је 488.
| Група             | 2000.    | 2010.       |
| Белци             | 0 (0,0%) | 459 (94,1%) |
| Афроамериканци    | 0 (0,0%) | 6 (1,2%)    |
| Азијати           | 0 (0,0%) | 2 (0,4%)    |
| Хиспаноамериканци | 0 (0,0%) | 8 (1,6%)    |
| Укупно            | 0        | 488         |